# 国道一号線への砲撃
国道一号線への砲撃（こくどういちごうせんへのほうげき）とは、ベトナム人民軍（PAVN）によって行われた南ベトナム軍の兵士達と市民の虐殺である。
この虐殺による死亡人数はおよそ2000人から5000人だとされている。
この砲撃はクアンチ省とフエの間の国道1号線で行われた。
この攻撃は、ベトナム人民軍の戦争犯罪として知られている。

## 事件の背景
1972年3月30日に、ベトナム人民軍は南ベトナムに対するイースター攻勢を開始した。数日後、クアンチ省のドンハで南ベトナム軍は人民軍の進軍を止めることに成功した。
しかし、人民軍は一か月近くをかけてクアンチ省を囲み、28日にはドンハに対する砲撃を開始した。町からの唯一の抜け道が国道1号線だったので、ほとんどの人口がそこから町を脱出しようと試みた。

## 砲撃
南ベトナム軍人と市民はクアンチを脱出する過程で、4.8kmにも及ぶ渋滞が形成された。それと同じタイミングで、人民軍の第324歩兵師団は国道1号を囲み始め、道に対する砲撃を何回かし行った。
一番大きい難民達の集団は、クアンチに留まり救助を待った。難民の75％程は市民だったが、彼らが保持していた乗用車の95％は軍用だった。 集団は、国道1号の南約10kmにあるハイラン県の近くに移動した。この時点で、集団は人民軍による奇襲を受けた。大規模な混乱が生じるなか、難民を護送する役目を受けていた南ベトナム陸軍第3師団は長く引き伸ばされた集団の側面を守ることが出来ず、沢山の人民を失ってしまった。この攻撃は、難民達と兵士達の人員と精神を大きく削った。:41–2
5月の初1日に、第3師団の指揮官はクアンチ省を放棄する決断をした。全ての陸軍の兵士と市民は、人民軍の砲撃を受けながら国道を通ってクアンチから逃げた。火がついたトラック、軍用車、バスや乗用車などが道を塞ぎ、逃亡をより困難にした。この光景を見て、南ベトナムのメディアは国道を「悪夢の国道」と報道した。 後に砲撃を行った人民軍の伍長は「難民達はバイク、自転車、バス、全ての乗用車に乗って逃げていたが、誰一人として助からなった」と報告している。攻撃の直前まで人々が乗っていた車は全て道に置いて行かれた。人々の死体や持ち物はまるで列のように難民達が逃げた国道の東に続いていた。
アメリカのワシントン・ポストは、クアンチ南の人民軍基地が捕虜たちに囲まれ、連合軍に対する肉盾として使われている、と報じた。
人民軍の公式記録は、「我々の遠距離で正確な砲撃は敵の間に恐怖を巻き起こした…国道1号は正しくその日｛悪夢の国道｝となった」と記してある。

## 結果
第二次クアンチ戦の最中、南ベトナム陸軍は戦線を拡大することができ、クアンチをほとんど取り返した。六月初期に、連合軍の報道者達は陸軍が奪還した領地に入り、町の破壊の痕を見ることが出来た。
およそ三か月後、サイゴンで開かれた記者会見で人民軍第324歩兵師団から逃亡してきた元軍人は、クアンチから逃げてくる人がいるのならば市民軍人関わらず砲撃しろと命令された、と明かしている。
死傷者の統計は統計者によって大きく変わる。南ベトナムのレポーター達はおよそ5000人が殺されたと見込んでいる一方、赤十字社は軍人を含めて2000人だと考えている:41。